# Sea Slumber Song
Sea Slumber Song è una poesia del XIX secolo di Roden Noel messa in musica da Sir Edward Elgar come la prima canzone del suo ciclo musicale Sea Pictures (1899).

## Versi
La poesia qui è cantata in Sea Pictures.
Il testo in corsivo indica le righe ripetute nella canzone ma non nella poesia originale.
Sea-birds are asleep,

The world forgets to weep,

Sea murmurs her soft slumber-song

On the shadowy sand

Of this elfin land;

"I, the Mother mild,

Hush thee, O my child,

Forget the voices wild!

Isles in elfin light

Dream, the rocks and caves,

Lulled by whispering waves,

Veil their marbles bright,

Foam glimmers faintly white

Upon the shelly sand

Of this elfin land;

Sea-sound, like violins,

To slumber woos and wins,

I murmur my soft slumber-song,

Leave woes, and wails, and sins,

Ocean's shadowy might

Breathes good-night,

Good-night!"»
Gli uccelli marini dormono,

Il mondo dimentica di piangere,

Il mare mormora la sua dolce canzone di sonno

Sulla sabbia ombrosa

Di questa terra elfica;

"Io, la madre mite,

Ti calmo, figlio mio,

Dimentica le voci selvagge!

Le isole alla luce degli elfi

Sogna le rocce e le grotte,

Cullati con le onde sussurranti,

Vela i loro marmi luminosi,

La schiuma brilla debolmente bianca

Sulla sabbia di conchiglia

Di questa terra elfica;

Il suono del mare, come i violini,

Per addormentare guai e vittorie,

Mormoro la mia dolce canzone di sonno,

Lascia i guai, i lamenti e i peccati,

La potenza oscura dell'oceano

Respiri di buona notte,

Buona notte!»

## Impostazioni di Elgar
La ninna nanna del mare ("I, the Mother mild") è evocata dalla grancassa e dal tam-tam e dagli archi che ripetono una frase che riappare più avanti nel ciclo della canzone. Al punto "Isles in elfin light" la musica cambia chiave in do maggiore prima di tornare al tema oceanico.